# Dialectología

Mapa de las áreas con continuidad dialectal en Europa

La dialectología es el estudio de la variación geográfica y sociolingüística de la lengua. 
Debido a la ambigüedad e inconsistencia de los términos lengua y dialecto, en dialectología es frecuente el uso del término variedad lingüística para designar a la forma de comunicación verbal humana de rasgos razonablemente homogéneos usada por una comunidad lingüística. La dialectología sería el estudio de esas variedades, principalmente de los geolectos, y la forma sistemática en que difieren unas de otras.

## Dialecto, geolecto y sociolecto
El estudio sistemático de la geografía lingüística iniciado en el siglo XIX, y la sociolingüística, nacida en el siglo XX, han revelado que toda variedad del lenguaje muestra variaciones de cuatro tipos principales:
- Variaciones estilísticas, que se dan en el habla de un mismo individuo según la situación (formal o informal, lengua hablada o escrita, etc.).
- Variaciones geográficas, por las cuales el habla de una localidad presenta pequeñas variaciones en el uso, frecuencia y forma de ciertos elementos lingüísticos con respecto al habla de localidades vecinas situadas a una cierta distancia. Cuando se estudia un determinado aspecto, se observa que el habla de pequeñas zonas es razonablemente homogénea, y por eso se designa informalmente como geolecto a la variedad geográfica o conjunto de ellas razonablemente homogénea (naturalmente el grado de homogeneidad requerido depende del tipo de propósito de estudio).
- Variaciones históricas o temporales, el estudio de los textos escritos más viejos de las lenguas revela que existen elementos lingüísticos que cambian de forma o caen en desuso junto con otros nuevos elementos que aparecen y son incorporados a la lengua. También el hecho de que el habla de las personas de más edad pueda diferir de forma sistemática del de las personas más jóvenes revela que la lengua presenta pequeños cambios de generación en generación.
- Variaciones sociales, puesto que las sociedades humanas presentan estratificación social y clases sociales, las personas de un determinado grupo étnico, socioeconómico o religioso se relacionan en mayor medida con personas de su grupo social lo cual hace que el habla de ciertos grupos principalmente socioeconómicos presente homogeneidad pero difiera sistemáticamente de la variedad usada por otros grupos. Así es un hecho conocido que las variantes del lenguaje de la clase trabajadora difieren sistemáticamente de las clases dominantes, en una serie de rasgos. La toma de conciencia de este tipo de rasgos conduce a la estigmatización de ciertas formas y popularización de otras. Se usa el término sociolecto para designar el habla relativamente homogénea de una clase o grupo social.

## Variación geográfica
La variación geográfica se debe a que las regiones bien comunicadas entre sí tienden a compartir formas, mientras que las regiones con menos contactos entre sí tienden a evolucionar de manera divergente.
En los inicios de la dialectología se consideraba que la variación intralingüística era básicamente geográfica. Sin embargo, los estudios más detallados revelaron variación sociolingüística, en la que la edad, el nivel socioeconómico o el sexo del hablante influían en la frecuencia de formas. Ese hecho dificultaba el poder hablar siempre de dialectos geográficos puros, y llevó a la dialectología a ser considerada parte más bien de la sociolingüística.

## Variación social
La variación social está ligada a factores sociales como por ejemplo el nivel educativo de los hablantes, la edad del hablante o el sexo del hablante. Cada hablante tiene vínculos sociales más fuertes con hablantes de cierto grupo, al final la fortaleza de dichos vínculos y la frecuencia con la que el hablante tiene intercambios comunicativos con las personas de cierto grupo tienen un efecto de convergencia con dicho grupo.
Además dentro de un cierto grupo puede ser prestigioso un determinado rasgo fonético, determinado giro, o cierta forma léxica. Los hablantes identificados con cierto grupo sólo se sentirán tentados a seguir las innovaciones fonéticas o léxicas de su grupo preferente, por lo que no siempre la convivencia de personas con diferentes identificaciones de grupo lleva a la convergencia. Es más, el intento de marcar la solidaridad con cierto grupo y no con el rival puede llevar a la creación de diferencias más marcadas que las que se dan en la variación lingüística natural de la lengua. Así por ejemplo la generación más joven tiende a copiar los usos innovadores de otros jóvenes, y es reticente a usar palabras en desuso. Por el contrario, la generación más anciana suele ignorar los usos de los más jóvenes. De hecho se ha podido probar que el cambio lingüístico, se da más bien por reemplazo generacional que por factores de convivencia prolongada con otros grupos.